# 40mcube
40mcube est un espace d’exposition et un bureau d’organisation de projets d’art contemporain créé en 2001 et basé à Rennes bénéficiant du label « centre d'art contemporain d'intérêt national ».

## Historique
Depuis sa création en 2001, 40mcube a occupé temporairement à Rennes différents bâtiments en attente de transformation urbaine. Le premier lieu, qui a donné son nom à 40mcube, était une ancienne boutique de 36m2 ; 40mcube – Le Château, une maison bourgeoise ; la ZAC 40mcube, un hangar ; enfin le 48, avenue Sergent-Maginot, un bâtiment industriel. Depuis 2016, 40mcube a également ouvert le HubHug à Liffré, à 15 km de Rennes, sur un terrain de 2 hectares.
De 2015 à 2017, la Ville de Rennes mène une rénovation de l’espace d’exposition de 40mcube. Dans ce cadre, de nouveaux bureaux sont aussi construits. Durant ces trois années a été développée la programmation Outsite, des expositions dont 40mcube a assuré́ le commissariat en coproduction avec différents partenaires publics et privés et qui ont été présentées dans plusieurs lieux : Hans Op de Beeck aux Champs Libres (Rennes), Claudia Comte à la galerie Art & Essai (Rennes), Maude Maris au Musée des Beaux-Arts de Rennes, Laurence De Leersnyder dans l’espace public (parc du Thabor, Rennes), Aurélie Ferruel & Florentine Guédon au 104 (Paris), etc.
En 2018, l’espace d’exposition et les bureaux du 48, avenue Sergent Maginot rouvrent après les travaux de construction et de réhabilitation menés par la Ville de Rennes. Le nouveau bâtiment a été réalisé par l’agence Desaleux Soares Architecte et la rénovation de l’ancien bâtiment par la Direction Culture et la Direction Patrimoine Bâti de la Ville de Rennes. 40mcube revient définitivement dans le cœur de Rennes et met en place une nouvelle programmation. À cette occasion, 40mcube invite le duo d’artistes We Are The Painters, qui réalise une exposition liée à leur projet Paint for Ulma.

## Activités

### Le HubHug
A Liffré, 40mcube a inauguré en 2016 le HubHug, un espace singulier et expérimental de 200m2 dédié à des résidences pour artistes et commissaires d’exposition, des ateliers, des workshops, et des présentations d’œuvres qui donnent lieu à des rencontres avec le public. Le HubHug comprend également le HubHug Sculpture Project, un parc de sculptures en évolution constante qui présente des œuvres directement sur le terrain et sur le Rack, un mobilier de présentation de sculptures à l’échelle de l’espace public spécialement conçu à cet effet. 

### Les archives
En partenariat avec les Archives de la critique d’art et les Archives départementales d’Ille-et-Vilaine, 40mcube développe Inventaire, un projet qui rend accessible à tou·te·s les archives des projets réalisés depuis 2001. La face cachée des expositions et la manière dont elles se construisent sont ainsi rendues visibles.

### L’édition
40mcube édite des catalogues d’exposition, des livres d’artistes, des DVD, des sérigraphies… en partenariat avec des maisons d’éditions et des distributeurs. 
- Mobilier Peint, Poster, 2019. Peinture sur impression quadrichromie sur papier couché mat gardamatt Smoot 250 g. 90 x 59 cm.
- Mobilier Peint, Poster, 2019. Impression quadrichromie sur papier couché mat gardamatt Smoot 250 g. 90 x 59 cm.
- We Are the Painters, Whisper to the Landscape, 2018. Impression quadrichromie sur papier couché mat. 84 × 59,4 cm.
- Guillaume Pinard, Sous réserve, 2014. Multiple réalisé dans le cadre d’une commande de la direction de la culture du Département d’Ille-et-Vilaine : service action culturelle, médiathèque départementale, direction des archives et du patrimoine. Impression offset sur papier coral book white 250 grammes. 84 × 59,4 cm.
- Lara Almarcegui, Matériaux de construction, Campus de Beaulieu, Rennes, 2014. Impression offset sur papier Munken Polar Rough 120 grammes. 84 × 59,4 cm. 70 exemplaires nmérotés et signés
- Julien Nédélec, Ligne de train, Brest : Zédélé Éditions, en partenariat avec 40mcube et Zoo galerie.
- Benoît-Marie Moriceau, Psycho, Rennes : 40mcube, Châteaugiron : Frac Bretagne, Blou : Monografik éditions, 2010.
- Anne Langlois (dir.), Anachronismes et autres manipulations spatio-temporelles, in Revue 02, n°44, hiver 2007-2008.
- Chantier public, coll., Rennes : 40mcube édition, Paris : Archibooks, 2005.
- Le Gentil Garçon, Street spirits, Rennes : 40mcube édition, Rennes : Ville de Rennes, 2005.
- Chantier public, coll., in Archistorm, n°6, janvier 2005.
- Stéfanie Bourne, Chronique d'une œuvre annoncée, coll., Rennes : 40mcube, Forbach: Castel Coucou, 2005.
- Stéfanie Bourne, Arborescence, Rennes : 40mcube édition, Forbach : Castel Coucou, 2005.
- Patrice Gaillard et Claude, EXTRA, in Semaine, n°19, Rennes : 40mcube édition, Arles : Analogues, 2004.
- Cécile Desvignes, Théorème, Rennes : 40mcube édition, Nantes : Esquisses, 2003.
- Saison 2001-2002, coll. Rennes : 40mcube édition, 2002.

### Art dans l'espace public
40mcube est une association de médiation agréée, d'abord par la Fondation de France et depuis 2023 par la Société des Nouveaux commanditaires (France) pour la mise en œuvre de projets artistiques suivant le protocole des Nouveaux commanditaires.

## Programmation artistique 2001 - 2020 - sélection

### Expositions collectives 2001-2020 (sélection)
- Geologia, Guillaume Gouerou, Julien Loustau – 40mcube (Rennes).

- Bertfalhe, Hélène Bertin, Éléonore False, Ingrid Luche – 40mcube (Rennes). Exposition présentée dans le cadre du programme Suite initié par le Cnap, en partenariat avec l’ADAGP.
- The Opposing Shore, Babi Badalov, Clément Cogitore, Bady Dalloul, Rémi Duprat, Jonas Fischer, Benoît Laffiché, Ionna Neofytou, Natalia Pakula, Chantal Peñalosa, R.E.P., Diana Tamane, Marie Voignier, Vincent Voillat – Les Abords, université de Bretagne occidentale (Brest). Commissariat : Sasha Pevak, sur une invitation de 40mcube dans le cadre du programme GENERATOR.

- Postpop, Aude Anquetil, Hilary Galbreaith, Brieg Huon, Nicolas Pesquier – Espace Art & Essai (Rennes).

- Continua Spheres ensemble, Aurélie Ferruel & Florentine Guédon – Une proposition de 40mcube à l’invitation de Galleria Continua, Le 104 (Paris)

- L’extension des ombres, Claire Chassot, Jean Julien Ney, Kevin Hoarau, Mélanie Villemot – Zoo galerie (Nantes)

- Archeologia II, Ann Guillaume, Pascal Journier Trémelo, Josué Z. Rauscher – Hôtel Pasteur (Rennes)

- GENERATOR #1, Camille Bondon, Rémi Duprat, Aurélie Ferruel & Florentine Guédon, Camille Tan – Frac Bretagne (Rennes)

- Quand les formes sont attitudes, Jimmie Durham, Emmanuelle Lainé, Steven Parrino, Lili Reynaud Dewar, We Are The Painters – 40mcube

- Archeologia, Lara Almarcegui, Wilfrid Almendra, Bruno Botella, Carol Bove, Étienne Chambaud, Pascal Convert, Piero Gilardi, Ann Guillaume, João Maria Gusmão & Pedro Paiva, Louise Hervé & Chloé Maillet, Laurent Le Deunff, Beat Lippert, Benoît Maire, Mathurin Méheut & Yvonne Jean Haffen, Benoît-Marie Moriceau, Armand Morin, Daphné Navarre, Christophe Sarlin, Lucy Skaer, Virginie Yassef – 40mcube, Frac Bretagne, Musée des beaux-arts de Rennes, Musée de géologie de l’Université de Rennes 1.

- RN 137, Antoine Dorotte, Angélique Lecaille, Briac Leprêtre, Bevis Martin & Charlie Youle, Benoît-Marie Moriceau, Armand Morin, Samir Mougas, Julien Nédélec, Blaise Parmentier, Ernesto Sartori, Yann Sérandour, Mélanie Vincent – 40mcube et l’Atelier (Nantes)

- Espèces d’hybrides, Guillaume Constantin, Vincent Ganivet, Laurent Perbos, Guillaume Poulain, Aurore Valade – 40mcube

- Anachronismes et autres manipulations spatio-temporelles #2 : Universalisme, Renaud Auguste-Dormeuil, Dionis Escorsa, Michel Guillet, Amala Hély & Guillaume Robert, Nicolas Milhé – 40mcube

- Anachronismes et autres manipulations spatio-temporelles #1 : Particularismes, Virginie Barré, Joost Conijn, Dora Garcia, Briac Leprêtre, Damien Mazières, Nicolas Milhé, Yann Sérandour, Joana Vasconcelos – 40mcube

- Les Biches, Nathalie Djurberg, Rodolphe Huguet, Steven Le Priol, Edouard Levé – 40mcube

- TERMINATOR, Hubert Duprat, Jon Mikel Euba, Rodolphe Huguet, Angélique Lecaille, Delphine Lecamp, NG – 40mcube

- L’Ambassade des possibles, Virginie Barré, Julien Celdran, Philippe Parreno, Sébastien Vonier – 40mcube

- Chantier public #2, atelier mobile, Daniel Dewar & Grégory Gicquel, Le Gentil Garçon, Benoît-Marie Moriceau, Bénédicte Olivier – 40mcube, Centre d’Information sur l’Urbanisme, Le Coin, Centre Culturel Colombier, Orangerie du Thabor (Rennes).

- Chantier public #1, Lara Almarcegui, Matthieu Appriou, Yves Gendreau, Patrice Goasduff, Stalker – 40mcube, Centre d’architecture et d’art, Centre d’information sur l’urbanisme, LENDROIT, espace public (Rennes)- Action - performance - video, Triangle France (Marseille)

### Expositions monographiques 2001-2020 (sélection)
- Florian & Michael Quistrebert, Water Color Music – 40mcube
- Mobilier Peint, Tout cela n’est rien, c’est la vie – 40mcube

- Anca Benera & Arnold Estefán, The Last Particles – 40mcube

- Pauline Boudry / Renate Lorenz, I WANT - 40mcube / Les Ateliers de Rennes, biennale d’art contemporain

- Benoît-Marie Moriceau, The Relative Size of Things and the Vertigo of the Infinite – Les Champs Libres (Rennes)

- Marielle Chabal, As Free As Ones Could Claim – 40mcube

- We Are The Painters, Whisper to the Landscape – 40mcube

- Guillaume Pellay, Link in Bio – HubHug (Liffré)

- Jean-Charles Hue, Lagrimas Tijuana - Frac Bretagne, (Rennes)

- Claudia Comte (en), Sonic Geometry - Galerie Art & Essai, Université Rennes 2 (Rennes)

- Maude Maris, Nemeton - Musée des beaux-arts de Rennes (Rennes)

- Hans Op de Beeck, The Amusement Park - Les Champs Libres (Rennes)

- Oscar Murillo (en), An Average Work Rate with a Failed Goal - 40mcube / Les Ateliers de Rennes, biennale d’art contemporain

- Alan Fertil & Damien Teixidor, Arcane Vanilla – 40mcube

- Hippolyte Hentgen, Night Sound – 40mcube

- Loïc Raguénès, Avec une bonne prise de conscience des divers segments du corps, votre geste sera plus précis dans l’eau – 40mcube

- Marion Verboom, AGGER – 40mcube / Les Ateliers de Rennes – Biennale d’art contemporain

- Naïs Calmettes & Rémi Dupeyrat, Gisement et Extraction – 40mcube

- Antoine Dorotte, Analnathrach – 40mcube

- Yann Gerstberger, Stranger by Green – 40mcube

- Sarah Fauguet & David Cousinard, « We can never go back to Manderley » – 40mcube

- Briac Leprêtre, Like It Is – Parker’s Box (New York)

- Ida Tursic & Wilfried Mille, Smears – 40mcube

- Stéphanie Cherpin, Use Once and Destroy – 40mcube

- Emmanuelle Lainé, INGENIUM – 40mcube / Les Ateliers de Rennes – Biennale d’art contemporain.

- Lina Jabbour, L’enclos – 40mcube

- Samir Mougas, Trout Farm – 40mcube

- Florian & Michaël Quistrebert, Abstract Lady Guardian – 40mcube

- Patrice Gaillard & Claude, Optrium – 40mcube

- Briac Leprêtre, Classic & Smart – 40mcube

- Patrice Gaillard et Claude, EXTRA – 40mcube

- Abraham Poincheval & Laurent Tixador, L’inconnu des grands horizons – 40mcube, Frac Basse-Normandie (Caen), École d’art de Metz.

- Abraham Poincheval & Laurent Tixador, Total symbiose – 40mcube

- Daniel Dewar et Grégory Gicquel, Alma Skateshop – 40mcube

### Œuvres dans l'espace public
- Benoît-Marie Moriceau, The Relative Size of Things and the Vertigo of the Infinite – Les Champs Libres (Rennes)
- HubHug Sculpture Project, Virginie Barré, Étienne Bossut, John Cornu, Rémi Duprat, Laurent Duthion, Aurélie Ferruel & Florentine Guédon, Hilary Galbreaith, Camille Girard & Paul Brunet, Laurent Le Deunff, Briac Leprêtre, Erwan Mével & Thomas Le Bihan, Samir Mougas, Bruno Peinado, Pascal Rivet, Victor Vialles, Cyril Zarcone, 2017-2018 – HubHug (Liffré)
- Laurence De Leersnyder, Perspective de fuite à l’anglaise, 2017 – Parc du Thabor (Rennes)
- Camille Blatrix, Invincible, 2016 - 40mcube / Les Ateliers de Rennes – Biennale d’art contemporain
- Vincent Mauger, Présence Stratégique, 2014 – Les Champs Libres (Rennes)
- Lang & Baumann, Street Painting #7, 2013 (Rennes)
- Antoine Dorotte, Here’s the Spheres ;p, 2013 – Les Champs Libres (Rennes)
- Nicolas Milhé, Meurtrière, 2012 – Jardin des Tuileries, FIAC hors les murs (Paris)
- Nicolas Milhé, Sans titre, 2012 – 40mcube, Biennale de Belleville (Paris)
- Julien Berthier, Monstre, 2010 – Biennale de Belleville (Paris)
- Parc de sculptures urbain, Julien Berthier, Maxime Bondu, Naïs Calmettes & Rémi Dupeyrat, Stéphanie Cherpin, Brice Lauvergeon, Laurent Le Deunff, Briac Leprêtre, Erwan Mével, Nicolas Milhé, Joachim Monvoisin, 2010-2014 – 40mcube
- Benoît-Marie Moriceau, Psycho, 2007 – 40mcube

### Commande d’œuvres
- Lang/Baumann, Beautiful Curtain #3, 2019. Commande réalisée dans le cadre de l’action Nouveaux commanditaires soutenue par la Fondation de France – Centre médico-psychologique et Centre thérapeutique de jour (Saint-Jacques-de-la-Lande)[4]

- Guillaume Pinard, Sous réserve, 2014. Commande de la direction de la Culture du département d’Ille-et-Vilaine (Rennes)

- Lara Almarcegui, Matériaux de construction Campus de Beaulieu, Rennes, 2014. Commande réalisée dans le cadre de l’action Nouveaux commanditaires soutenue par la Fondation de France – Université Rennes 1, campus de Beaulieu (Rennes)

- Makiko Furuichi, Les Arts au fil de l’eau, projet initié en 2021 et réalisé en 2023 par Val-d’Ille-Aubigné, partenariat avec 40mcube[5].

### HubHug
- Que du plaisir - Exposition des diplômé·e·s en art de l'école européenne supérieure d'art de Bretagne.
- Collectif Bellevue
- Premiers jours - Kahina Loumi.

- A Hard Edge with a Soft Core - Pierre Clément, Kahina Loumy, Mobilier Peint, Nicolas Momein, Samir Mougas, Sylvain Rousseau, Eva Taulois, Victor Vialles.

- Le tremblement est invisible, Lily Ackroyd-Willoughby, Annabelle Arlie, Anthony Bodin, Charlie Boisson, Estel Fonseca, Vasilis Papageorgiou, Peggy Pehl. Commissariat : Pauline Bordaneil.
- Instructions, Romain Bobichon, Paul Brunet, Camille Girard, Yoan Sorin inviten Karina Bisch, François Curlet, Hamishi Farah, Georges-Henri Guedj, Miquel Mont, Blaise Parmentier, Florian Sumi, Eva Taulois, Fabio Viscogliosi. Commissariat : Woop (Romain Bobichon, Paul Brunet, Camille Girard, Yoan Sorin).

- GENERATOR, Florent Gilbert, Guillaume Gouérou, Lauren Tortil, Victor Vialles.

- Parties, Léa Bénétou, Morgane Besnard, Romain Bobichon, Julie Bonnaud & Fabien Leplae, Pierre Budet, Charlotte Caro, Julien Duporté, Florent Gilbert, Camille Guillard, Elise Labelle, Rodolphe Levillain, Marie L’Hours, Pierre Le Saint, Franck-Olivier Martin, Gwenn Merel, Coralie Mézières, Vincent Poisson, Manoela Prates, Ismérie Sotomayor.

### Le Parc de sculptures urbain 2009-2014
Ce parc de sculptures urbain a été inauguré en octobre 2009 avec l'installation de deux œuvres monumentales : Plongeoir, de Briac Leprêtre (œuvre produite par 40mcube en 2008 à l'occasion de l'exposition collective Anachronismes et autres manipulations spatio-temporelles #1) et Sans titre de Nicolas Milhé (œuvre produite en 2005 par 40mcube pour l'exposition Chantier public #2 - elle avait alors été installée pendant un mois sur la place Hoche, dans le centre-ville de Rennes. Sans titre a été acquis en 2009 par le Centre national des arts plastiques (Cnap). En mars 2010, Plongeoir a été détruit par une tempête. Actuellement, onze sculptures sont visibles :
- Briac Leprêtre, Sac à dos, 2014, béton.
- Naïs Calmettes & Rémi Dupeyrat, Cube I, Cube II, Cube III, 2086, œuvres produites entre 2008 et 2012 coulées dans du béton armé. Production 40mcube.
- Julien Berthier, Monstre, 2010, bronze patiné, 155 × 150 × 130 cm. Production 40mcube / Galerie Vallois / Julien Berthier, avec le soutien de la Ville de Paris, département de l’art dans la ville.
- Briac Leprêtre, Obstacle, 2011. 176 × 448 × 70 cm. Bois, PVC, acrylique, vis. Production 40mcube.
- Stéphanie Cherpin, Out by the Fire Breathing, 2011. Barbecues en béton réfractaire. Production 40mcube.
- Stéphanie Cherpin, Suburban Relapse, 2011. Maisonnette en bois, crépi. Production 40mcube.
- Brice Lauvergeon, Mehrdeutig, 2010. Gravure sur verre. Production 40mcube.
- Maxime Bondu, Versailles, 2009. Gravure sur béton. Production 40mcube.
- Nicolas Milhé, Sans titre, 2005. Béton. 600 x 200 x 220 cm. Production 40mcube. Dépôt du Centre national des arts plastiques - Ministère de la Culture et de la Communication. Inv. FNAC : 09-281.
- La Terrasse, 2010. Mobilier d'Erwan Mével. Production 40mcube.
- Joachim Monvoisin, Le Grand Silence, 2013. Béton, Marbre, 275 x 200 x 100 cm. Production 40mcube.

### Black Room 2011-2014
40mcube souhaitait dédier l’un de ses espaces à une programmation internationale de films d’artistes. La programmation de la Black Room était conçue de manière indépendante ou en lien avec les expositions. De 2011 à 2014, un film par mois était projeté :
- Jessica Warboys, Stone Throat, 2011, 4 min 45 s, film 16 mm numérisé.
- Jessica Warboys, Pageant Roll, 2012, 9 min 10 s, film 16 mm numérisé.
- Virginie Barré, Claire Guezengar et Florence Paradeis, Odette Spirite, 2013, 12 min 40 s, vidéo HD.
- Darielle Tillon, À la vitesse d'un cheval au galop, 2002, 43 min 28 s. Film 35 mm transféré sur DVD.
- Aglaia Konrad, Concrete and Samples I, II & III, 2009-2010.
- Andreas Thiranos, Superman Will Never Return, 2012, 40 min, vidéo.
- Antoine Dorotte, Whriwind Riding, 2012, 36 s, animation en boucle.
- Antoine Dorotte, Splitscriin, 2012, 6 s, animation en boucle.
- Armand Morin, Opa-Locka Will Be Beautiful, 2011, 21 min, vidéo HD, stéréo, transférée sur DVD.
- Fleur Noguera, Smoke, 2008, animation en boucle, 6 min 48 s. Courtesy de l'artiste et galerie Dohyang Lee.
- Florian & Michaël Quistrebert, Stripes, 2011. Vidéo. 2 min 22 s.
- Simon Faithfull (en), Stromness, 2005. Vidéo. 12 min. Courtesy galerie Parker’s Box.
- Jonas Dahlberg (en), Invisible Cities, 2004. Installation vidéo, 23 min 41 s. Collection Frac Bourgogne.
- Simona Denicolai et Ivo Provoost, É tutto oro, 2008. Animation. 1 min 03 s.
- Joost Conijn (nl), Siddieqa, Firdaus, Abdallah, Soelayman, Moestafa, Hawwa en Dzoel-kifl. Amsterdam, Netherlands, 2004. Vidéo, 41 min.